# Ischyrocerus litotes
Ischyrocerus litotes is een vlokreeftensoort uit de familie van de Ischyroceridae. De wetenschappelijke naam van de soort is voor het eerst geldig gepubliceerd in 1954 door J.L. Barnard.